# Medvědí hřbet
Medvědí hřbet är ett berg i Tjeckien.   Det ligger i regionen Olomouc, i den östra delen av landet, 200 km öster om huvudstaden Prag. Toppen på Medvědí hřbet är 1 261 meter över havet. Medvědí hřbet ingår i Hrubý Jeseník.
Terrängen runt Medvědí hřbet är huvudsakligen kuperad. Runt Medvědí hřbet är det glesbefolkat, med 12 invånare per kvadratkilometer. Närmaste större samhälle är Vrbno pod Pradědem, 13,9 km öster om Medvědí hřbet. I omgivningarna runt Medvědí hřbet växer i huvudsak blandskog.